# 烏爾王族局戲

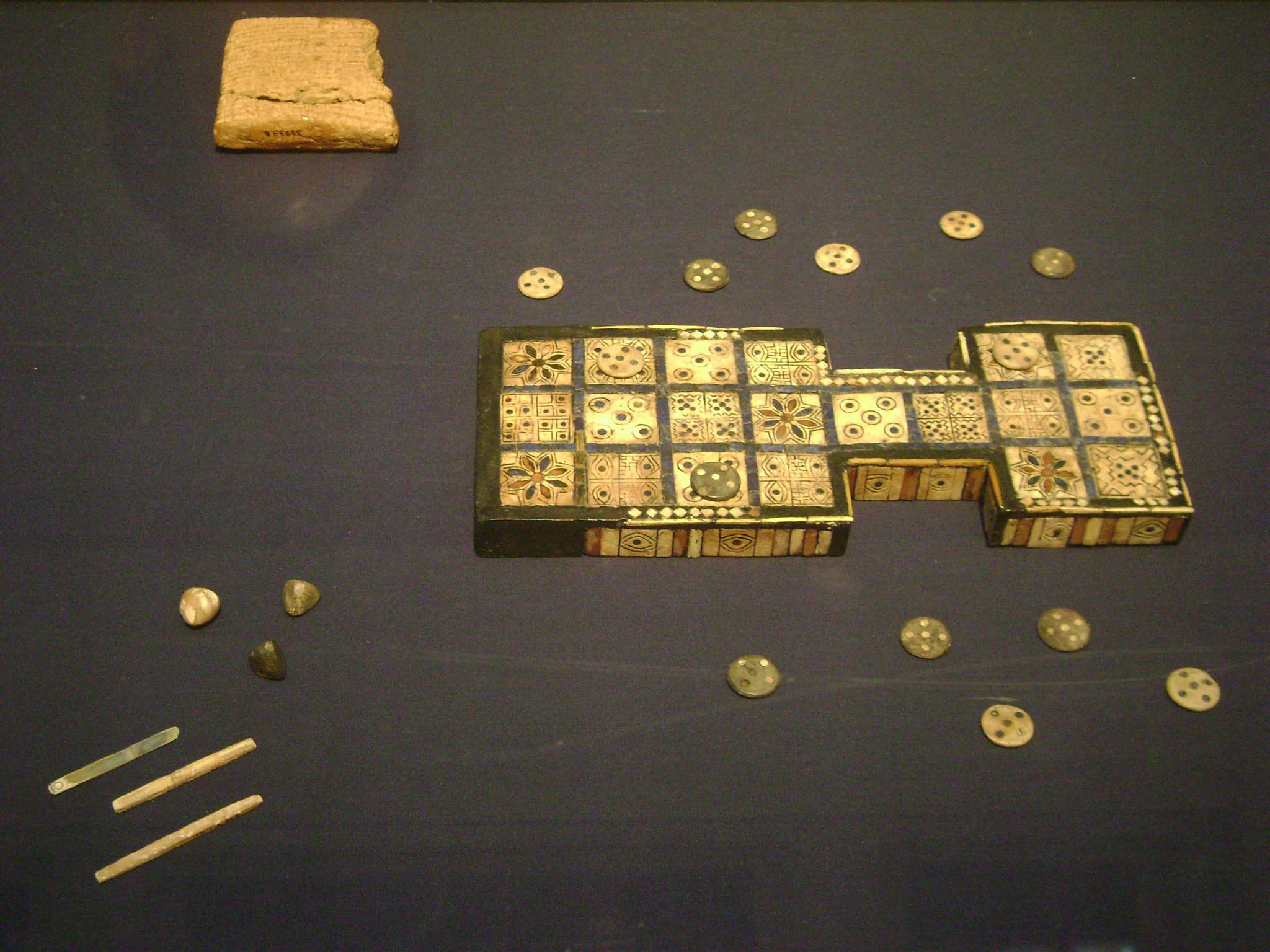
蘇美第三王朝的烏爾王族局戲

烏爾王族局戲（Royal Game of Ur），又可名廿格戲（20 Squares），是蘇美文明的圖版遊戲，最早的考古實物是約西元前2600年的烏爾王族古墓，是非常古老的擲賽遊戲。詳細規則並不明，推測與古埃及的塞尼特相似。

## 棋具
- 棋盤通常為二十格的方格棋盤，有些有記號。
- 每方七枚棋子，以顏色區分敵我。
- 擲具為數根長斫。

## 變體
在烏爾出土的變體是每方五枚棋子，有暴風鳥、渡鴉、雞、鷹、家燕這五種棋子，依采名移動不同種棋子。